# 세티 1세의 장제전

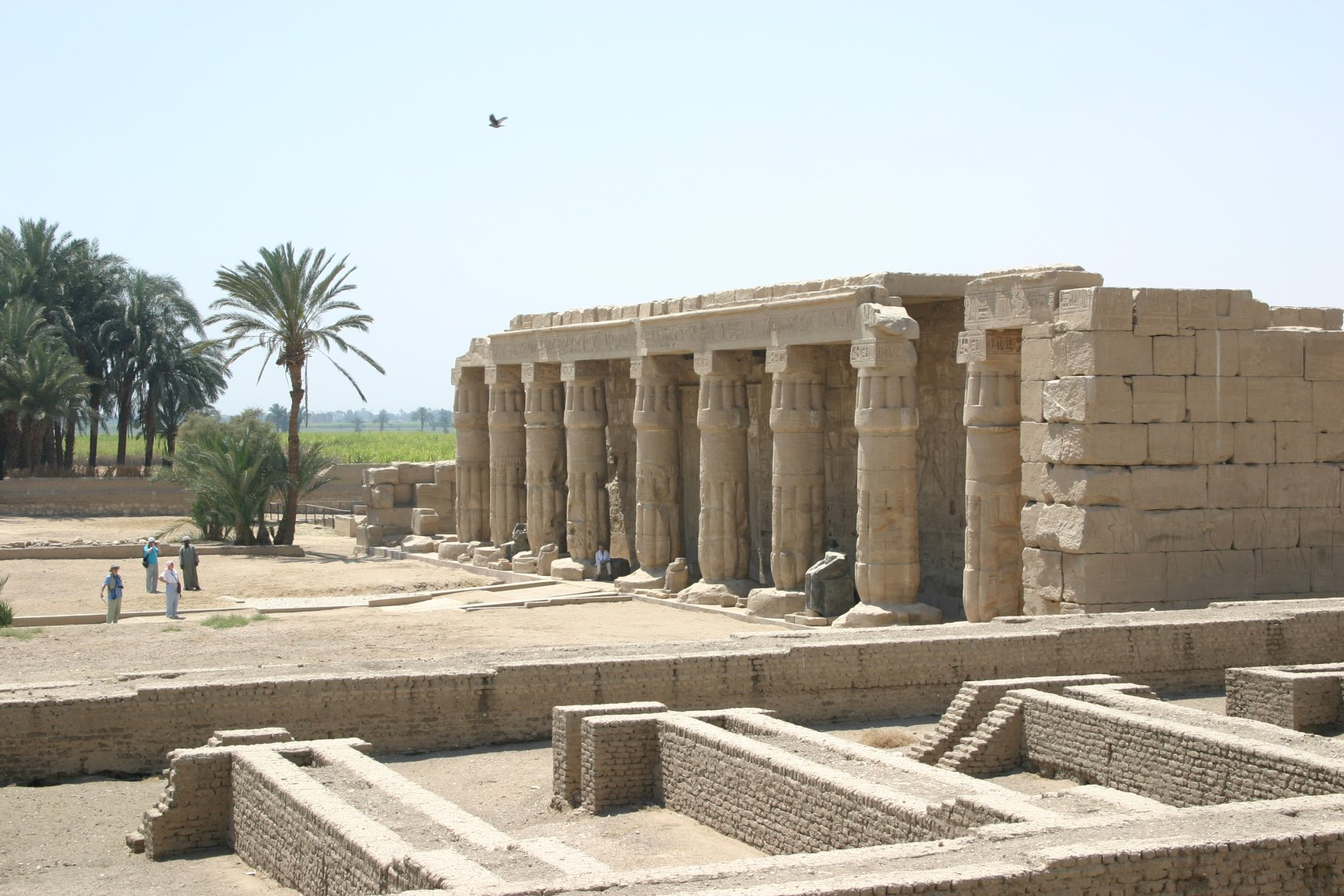

세티 1세의 장제전(Mortuary Temple of Seti I)은 이집트 아비도스에 있는 고대 이집트 신화의 중요한 건축물이다. 기역자 모양으로 꺾어져 있으며, 여러 예배당과 성소, 방 등이 있다.

## 세티 1세의 장제전의 방
- 파괴된 탑문
- 장제전의 마당
- 원기둥이 있는 첫 번째 방
- 원기둥이 있는 두 번째 방
- 일곱 개의 예배당
- 오시리스의 예배당
- 오시리스의 성소
- 세 개의 원기둥이 있는 방
- 왕명록이 있는 복도
- 남측 거실들
- 오시리온으로 가는 계단
- 작은 배들이 있는 방